# WCW World Heavyweight Championship
WCW World Heavyweight Championship var en VM-titel inden for wrestling i World Championship Wrestling (WCW) og i en kort periode også World Wrestling Federation (WWF). Titlen eksisterede i WCW fra 1991 til 2001. I 2001 blev WCW opkøbt af WWF, der dermed overtog titlen og fortsatte den i en kort periode under navnet WCW Championship. I 2001 blev WWF's to VM-titler (WWF Championship og WCW Championship) forenet til WWF Undisputed Championship. Selv om titlen blev deaktiveret, har det fysiske titelbælte, bedre kendt som Big Gold Belt, fungeret som bælte for WWE World Heavyweight Championship siden 2002.

## Historie

### Etablering
I december 1988 blev Jim Crockett Promotions købt af forretningsmanden Ted Turner. Jim Crockett Promotions havde opereret under navnet "NWA World Championship Wrestling" siden 1983. Selv om wrestlingorganisationen forblev medlem af National Wrestling Alliance (NWA), begyndte man under Ted Turner i højere grad at fase NWA-navnet ud på organisationens tv-programmer til fordel for navnet "World Championship Wrestling" eller "WCW". I januar 1991 vandt Ric Flair NWA World Heavyweight Championship fra Sting, og Flair blev herefter anerkendt som indehaver af WCW World Heavyweight Championship. Den nye VM-titel fik ikke til at starte med sit eget titelbælte, og man fortsatte med at bruge NWA-bæltet. Samtidig holdt WCW også fast i, at WCW-titlen var en direkte fortsættelse af NWA-titlen og dens prestigefyldte historie.

### Big Gold Belt
I juli 1991 opstod der en uenighed mellem WCW's vicepræsident Jim Herd og WCW's verdensmester Ric Flair, der fik Flair til at forlade WCW til fordel for World Wrestling Federation (WWF). Herefter nægtede Herd at give Flair de $25.000 (plus renter) i depositum tilbage til Flair, som han havde på selve titelbæltet (Big Gold Belt, der i mange år havde repræsenteret NWA-verdensmesteren). Flair beholdt derfor Big Gold Belt og tog det med sig til WWF. WCW blev derfor nødt til at lave et nyt titelbælte.
I slutningen af 1991 blev Flair sagsøgt af WCW for at bruge Big Gold Belt på WWF's tv-programmer. Det endte med, at Flair fik sit depositum (i alt $38.000) tilbage, og han afleverede bæltet til WCW. Big Gold Belt blev herefter atter brugt til genetableringen af NWA-titlen. WCW forlod endeligt NWA i september 1993, og NWA-titlen i WCW blev derfor omdøbt til WCW International World Heavyweight Championship.

### Titlerne forenes
I juni 1994 blev WCW World Heavyweight Championship og WCW International World Heavyweight Championship forenet til én VM-titel, der fortsatte under navnet WCW World Heavyweight Championship. Selv om titlen beholdt førstnævntes navn, var det Big Gold Belt, der blev brugt som det fysiske titelbælte. Da Hulk Hogan skrev kontrakt med WCW kort efter og vandt WCW's VM-titel, hjalp det organisationen til at blive verdens største wrestlingorganisation i en kort periode i slutningen af 1990'erne. Under Hogans tid som verdensmester i 1996 og 1997 blev Big Gold Belt spraypaintet med bogstaverne "nWo", og medlemmer af Hogans heel-gruppe New World Order (nWo) kaldte titlen for nWo World Heavyweight Championship.

### Købt af WWF
I marts 2001 gik WCW konkurs og blev opkøbt af WWF. Kun fire titler fra WCW blev fortsat i WWF, heriblandt WCW World Heavyweight Championship, der blev omdøbt WCW Championship. I en kort periode blev titlen også kaldt World Championship. WCW-titlen blev i slutningen af 2001 forenet med WWF Championship, og den nye, ubestridte VM-titel blev kaldt for WWF Undisputed Championship.

## Verdensmestre
22 wrestlere nåede at vinde VM-titlen i World Championship Wrestling. Ric Flair vandt titlen syv gange, mens det var Hulk Hogan (Hollywood Hogan), der holdt titlen i flest dage sammenlagt.
| Rangering | Wrestler            | Vundne VM-titler | Dage som verdensmester |
| --------- | ------------------- | ---------------- | ---------------------- |
| 1.        | Hulk Hogan          | 6                | 1.177                  |
| 2.        | Ric Flair           | 7                | 506                    |
| 3.        | Vader               | 3                | 377                    |
| 4.        | Booker T            | 5                | 253                    |
| 5.        | Sting               | 6                | 251                    |
| 6.        | Lex Luger           | 2                | 235                    |
| 7.        | Goldberg            | 1                | 174                    |
| 8.        | Ron Simmons         | 1                | 150                    |
| 9.        | Scott Steiner       | 1                | 120                    |
| 10.       | The Giant           | 2                | 118                    |
| 11.       | Kevin Nash          | 5                | 98                     |
| 12.       | The Rock            | 2                | 97                     |
| 13.       | Sid Vicious         | 2                | 77                     |
| 14.       | Jeff Jarrett        | 4                | 58                     |
| 15.       | Bret Hart           | 2                | 56                     |
| 16.       | Randy Savage        | 4                | 53                     |
| 17.       | Diamond Dallas Page | 3                | 29                     |
| 18.       | Chris Jericho       | 2                | 16                     |
| 19.       | David Arquette      | 1                | 12                     |
| 20.       | Vince Russo         | 1                | 7                      |
| 21.       | Kurt Angle          | 1                | 6                      |
| 22.       | Chris Benoit        | 1                | 1                      |